# STS-6
STS-6は、1983年4月4日より行われたスペースシャトル計画のミッションである。オービタにチャレンジャーを用いた初めてのミッションである。

## 乗組員
- ポール・ワイツ
- カロル・J・ボブコ（英語版）
- ドナルド・H・ピーターソン（英語版）
- ストーリー・マスグレーブ（英語版）